# 周如砥
周如砥（1550年—1615年），字季平，號礪齋，山東即墨（今属青岛市）人，明朝政治人物，同進士出身。

## 生平
九歲喪父母，寄養於伯父周民家，萬曆七年（1579年）己卯科山東鄉試舉人，十七年（1589年）登己丑科進士，改庶吉士，十九年八月授翰林院檢討，二十二年正月奉命编纂六曹章奏，二月充经筵展书官，又充正史纂修官，九月以母于氏殉父死莭，未获表扬，乞付史局收采入传。伯母孙氏抚养恩深，乞假归葬。二十三年春會試同考官，请假为伯母孫氏守喪。二十六年还朝，復任檢討，二十八年管诰敕撰文，四月升右赞善兼简讨，二十九年二月會試同考，充经筵讲官，七月升右中允，管国子监司业事，三十一年七月与左谕德陶望齡主考應天府乡试，三十二年轉左中允，十二月升右谕德兼侍讲，三十三年十二月升左谕德，三十四年十二月升右庶子兼翰林院侍读，次月掌右春坊印，三十五年七月升國子監祭酒，三十六年五月以病乞休，三十七年九月以不候明旨，擅自出城，令冠带闲住。以文章著名，有《青黎館集》。退休後仍關心社會，曾上書朝廷減免百姓苛捐雜稅。為人雅好道教、釋教，常與道士、僧人來往，據說也曾經信仰羅清教。萬曆四十三年（1615年）十二月卒，享年六十六，門人王懋中、范养蒙等哭祭，私謚曰文穆先生。

## 著作
著有《青黎館集》二十卷、制詞四卷、道德經解二卷。

## 家族
高祖周翀。曾祖父周贇。祖父周尚美。父周賦，贈中允；母于氏，贈安人。
堂兄周如綸，万历十四年進士。弟周如京，万历七年举人。
- 長子周士皋（原名周燿），万历三十八年庚戌科进士。
- 次子周燝（1578年-1650年），字子微，號方崖，崇祯九年（1636年）任刑部主事，升郎中，十三年升南雄知府，十五年入觐京师后，致仕归乡。娶黄嘉善女。[2]
- 三子周熠，庠生。